# Oligonychus pemphisi
Oligonychus pemphisi är en spindeldjursart som beskrevs av Gutierrez 1970. Oligonychus pemphisi ingår i släktet Oligonychus och familjen Tetranychidae. Inga underarter finns listade i Catalogue of Life.